# Galumna changchunensis
Galumna changchunensis är en kvalsterart som beskrevs av Wen 1987. Galumna changchunensis ingår i släktet Galumna och familjen Galumnidae. Inga underarter finns listade i Catalogue of Life.